# Palmeiras do Tocantins
Palmeiras do Tocantins es un municipio brasileño del estado del Tocantins. Su población estimada en 2004 era de 5.409 habitantes.